# Sony α7R II
La Sony α7R II è una fotocamera mirrorless digitale annunciata dalla Sony Corporation il 10 giugno 2015 e presentata il 10 agosto dello stesso anno, con l'esclusiva caratteristica di essere la prima fotocamera con  «il primo sensore full-frame retroilluminato al mondo». Molte le caratteristiche tecnologiche introdotte con questo modello fra cui l'elevata risoluzione (che consente nitidezza con un buon risalto dei dettagli), che abbinata ad un stabilizzatore ottico dell'immagine su cinque assi del sensore con la conseguente riduzione del mosso, permettono a questo modello di fotocamera una elevata qualità delle immagini.

## Caratteristiche
Alcune delle caratteristiche principali di questa mirrorless full frame di Sony riguardano il sensore con la sua alta sensibilità che può arrivare fino a 102.400 ISO; un autofocus (AF) ibrido che grazie all'ampio piano focale consente di tenere costantemente a fuoco (su tutta l'inquadratura) il soggetto da fotografare,
e non ultime «le funzioni video 4K Ultra HD con la lettura completa dei pixel».
Il noto fotografo statunitense Brian Smith aveva avuto modo di provare la fotocamera prima dell'annuncio ufficiale della Sony con l'invito a fotografare per poi comunicare le sue impressioni e giudizi su quel particolare modello. Dopo la prova pratica, Smith asserì che una delle performance della fotocamera che l'aveva sorpreso era stata quella di uno scatto molto silenzioso (probabilmente eccessivo) che a suo avviso, mentre rendeva la fotocamera opportuna per sport come il golf ed il tennis (uno scatto rumoroso può disturbare la concentrazione dei giocatori) e le «riprese sul set di un film o in un'aula di un tribunale», non lo convinceva invece per la fotografia ritrattistica, dove un silenzio assoluto dello scatto era meno rassicurante del classico rumore breve e secco del click. Sorprendente, ad avviso di Smith, la velocità dell'autofocus e le qualità del mirino elettronico che trovava migliorato rispetto alle versioni dei modelli precedenti di quella serie. A suo avviso, la 7R II aveva «una visione nitida soprattutto ai bordi» per cui risultava utile anche «per i portatori di occhiali» come lui. Un'altra novità era inoltre il bracketing, che per la prima volta poteva essere usato anche con l'autoscatto.
La conclusione del noto fotografo è stata che «a differenza dei precedenti modelli delle fotocamere della serie Alpha7, ognuna con particolari punti di forza e caratteristiche, il fiore all'occhiello della alpha7R II è che fa tutto bene», con l'ulteriore possibilità che se un fotografo aveva l'esigenza di fotografare in semioscurità, grazie all'elevato valore ISO del sensore della 7R II, poteva tranquillamente farlo.
- Tipo: Fotocamera Mirrorless
- Sensore: CMOS retroilluminato da 29,9x35,8. Stabilizzato su 5 assi
- Risoluzione min/max: 42,4 Megapixel, 2592x1456 - 7952x5304
- Sensibilità di riferimento: da 100 a 25600 con espansione da 50 a 102400
- Bilanciamento del bianco: manuale con 10 modalità + 1 personalizzata, automatico
- Schermo LCD: da 3" con 1.230.000 pixel di risoluzione
- Messa a fuoco: Ibrido a rilevamento del contrasto su 25 punti e a rilevamento di fase su 399 punti. Sensibilità AF da -2 a +20 EV
- Esposizione (misurazione della luce): Valutativa a 1200 zone da parte del sensore d'immagine; lettura multisegmento spot, media a prevalenza centrale
- Esposizione (modi): programmato a priorità dei diaframmi, automatico, priorità dei tempi, manuale, scene e panoramica.
- Tempi: da 30" a 1/8000", posa B.
- Formati immagine: jpeg, raw, raw+jpeg
- Supporti di memoria: SD - SDHC - SDXC
- Interfacce: USB 2.0, AV, HDMI, mic., cuffie, WI-FI, NFC, slitta
- Mirino: elettronico con 2.360.000 punti, ingrandimento 0,71x, 100% del campo inquadrato, corr. diottrica -4.0 a +3.0.
- Scatto: singolo, a raffica fino a 5 fps
- Alimentazione: NP-FW50, batteria ricaricabile agli ioni di litio
- Innesto obiettivi: Sony attacco E
- Video: 4k UHD, 3840x2160/30p-25p-24p. Full HD 1920x1080/60p-60i-24p